# 聚星觀
24°15′03″N 120°43′25″E / 24.250932°N 120.723597°E
聚星觀，是位於臺灣臺中市豐原區中陽里的萬善同歸廟，為臺灣日治時期警員高橋央主導興建。

## 沿革
台灣日治時期，日本政府在台灣大量開墾土地種植甘蔗，在后里縱貫路兩旁土地挖出200多具無名骨骸。當時1921年前後，高橋央分別擔任后里、豐原頂街派出所警察、所長，會同當地樂善好施者在路旁籌建一座名為「枋寮萬善堂」的祠堂收納這些無名骨骸。之後高橋央商請烏牛欄聞人林慶全夫人出資，與豐原造紙會社社長羅安籌畫設計納骨堂。

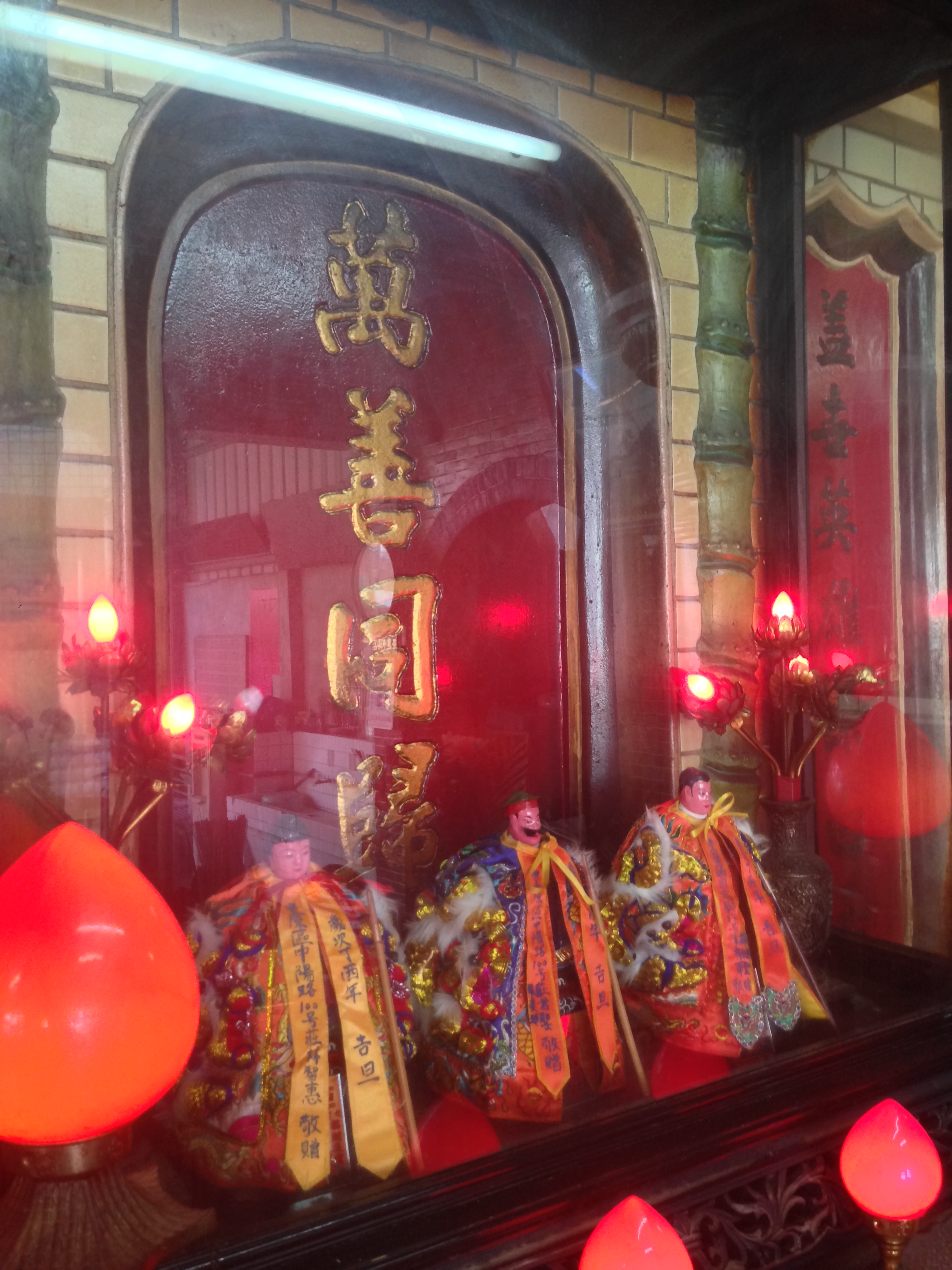
此祠以農曆七月初九作普渡。

初名「豐原萬善堂」的納骨堂在下南坑墓地建立，坐落在今日的豐原區中陽里自立街葫蘆墩旁，約20坪，由櫟社詩人張麗俊命名「聚星觀」，對聯也是出自張麗俊之手。高橋央撰寫的〈聚星觀概略〉，用日文與漢文立於廟旁。
此祠還收納當地陸續自殺的黃姓四兄弟與其林姓母親的骨灰，由豐原經營葬儀社的林進川和六合福德祠聯誼會協助處理後事。

## 交流
台灣戰後時期，高橋央引揚歸國後，生過一場大病，便要次子高橋正男回聚星觀祭拜，以求病好。高橋央每次生病，都會請家人到聚星觀參拜、帶回香灰泡水喝。1966年他過世前，因認為每次重病或祈求子女升學考試及格都得聚星觀庇祐，遂囑咐高橋正男一定要再去聚星觀參拜致謝。高橋家還在日本住處建設一座小型的聚星觀參拜，以紀念高橋央。
高橋正男曾於內埔公學校（今台中市后里區內埔國小）任教，1970年代開始每隔2、3年都會來台參拜，直到1999年身體欠佳，又逢九二一大地震，要求學生拍聚星觀照片寄給他看，這事才廣為人知。當時九二一地震後數天，近八旬的蘇煥松受老師高橋正男所託，來聚星觀拍照，讓中陽里里長黃英瑜得知此段故事。
豐原居民為感念高橋央，決定於2001年舉辦追思活動，並邀高橋正男參加該年的普渡大會。豐原市民羅隆錚還編寫一本敘述興建聚星觀始末的小冊，內附多幀彩色相片，由黃英瑜轉交給高橋正男。
2003年，九旬的高橋正男和妻子、六旬的長子高橋正至、子媳再度至聚星觀參加普渡，受中陽里民熱情款待，安排豐陽社區鼓舞團、國樂團表演，以及展出中陽里的歷史照片。豐原市長張溢城頒發榮譽市民證給高橋正男。
2007年4月底，中陽里里長羅君寶等居民組團到日本宮城縣探望臥病的高橋正男。20多天後，94歲的高橋正男過世。

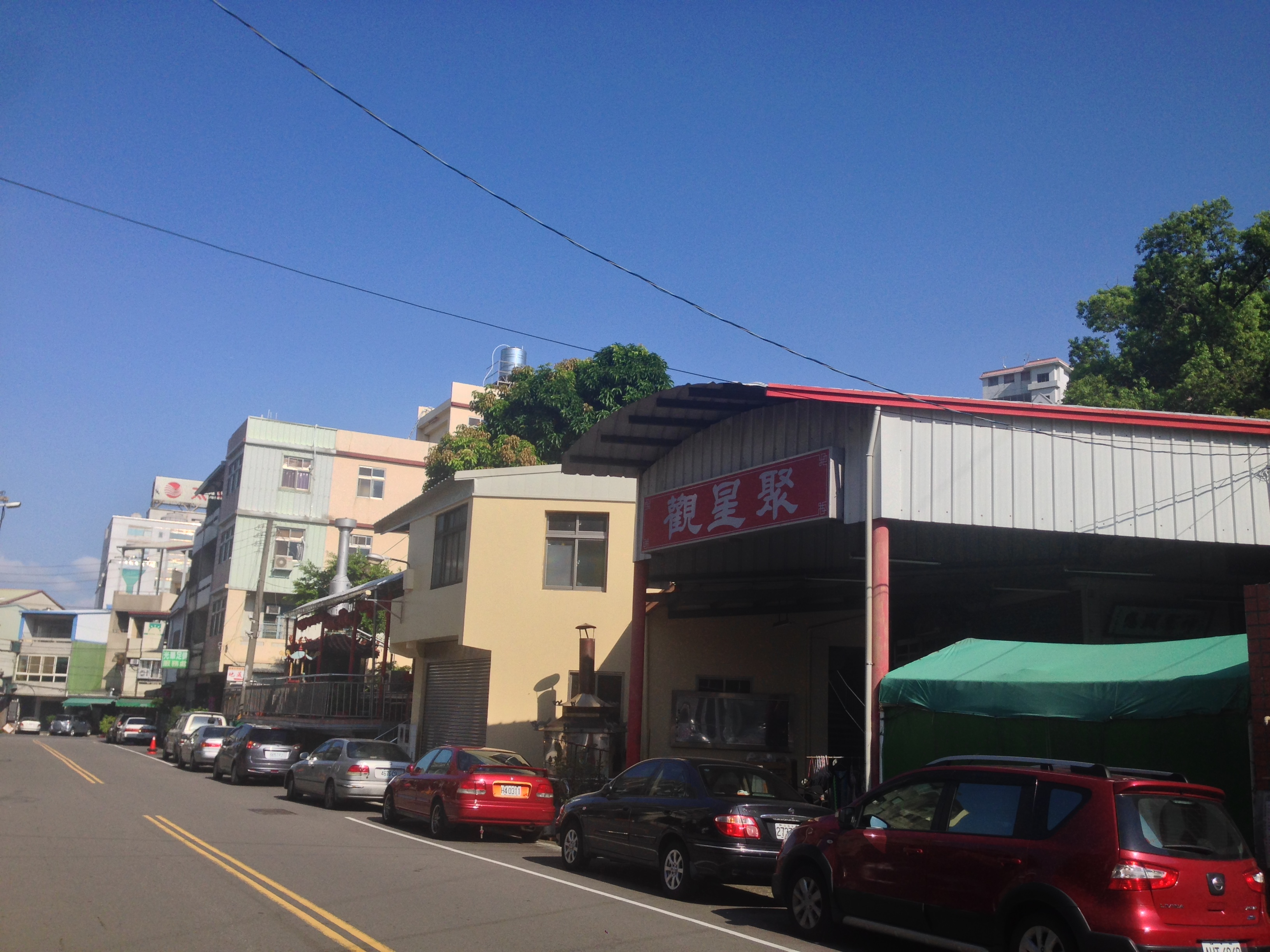
聚星觀鐵皮屋
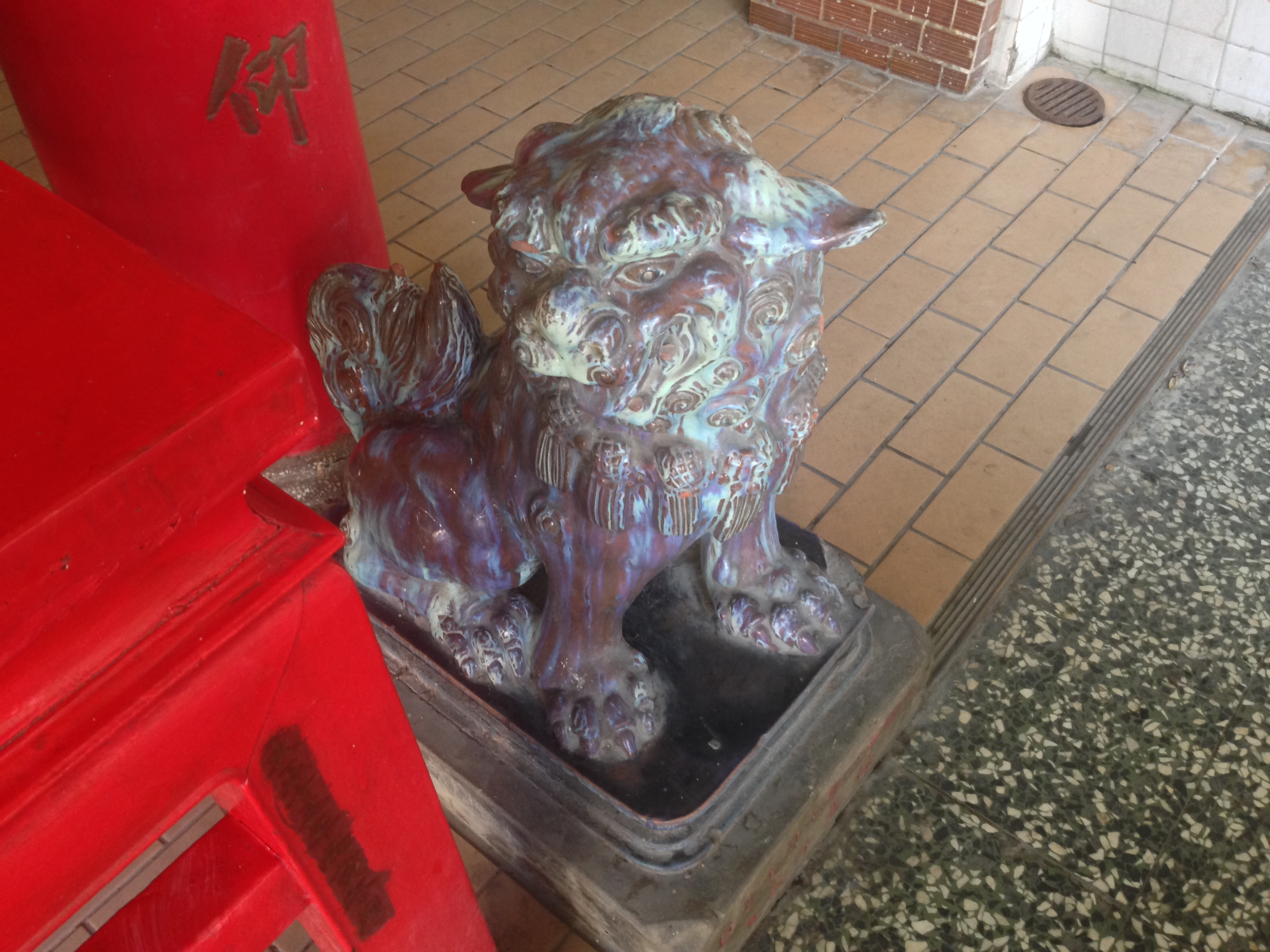
狛犬為陶瓷材質[1][7]。
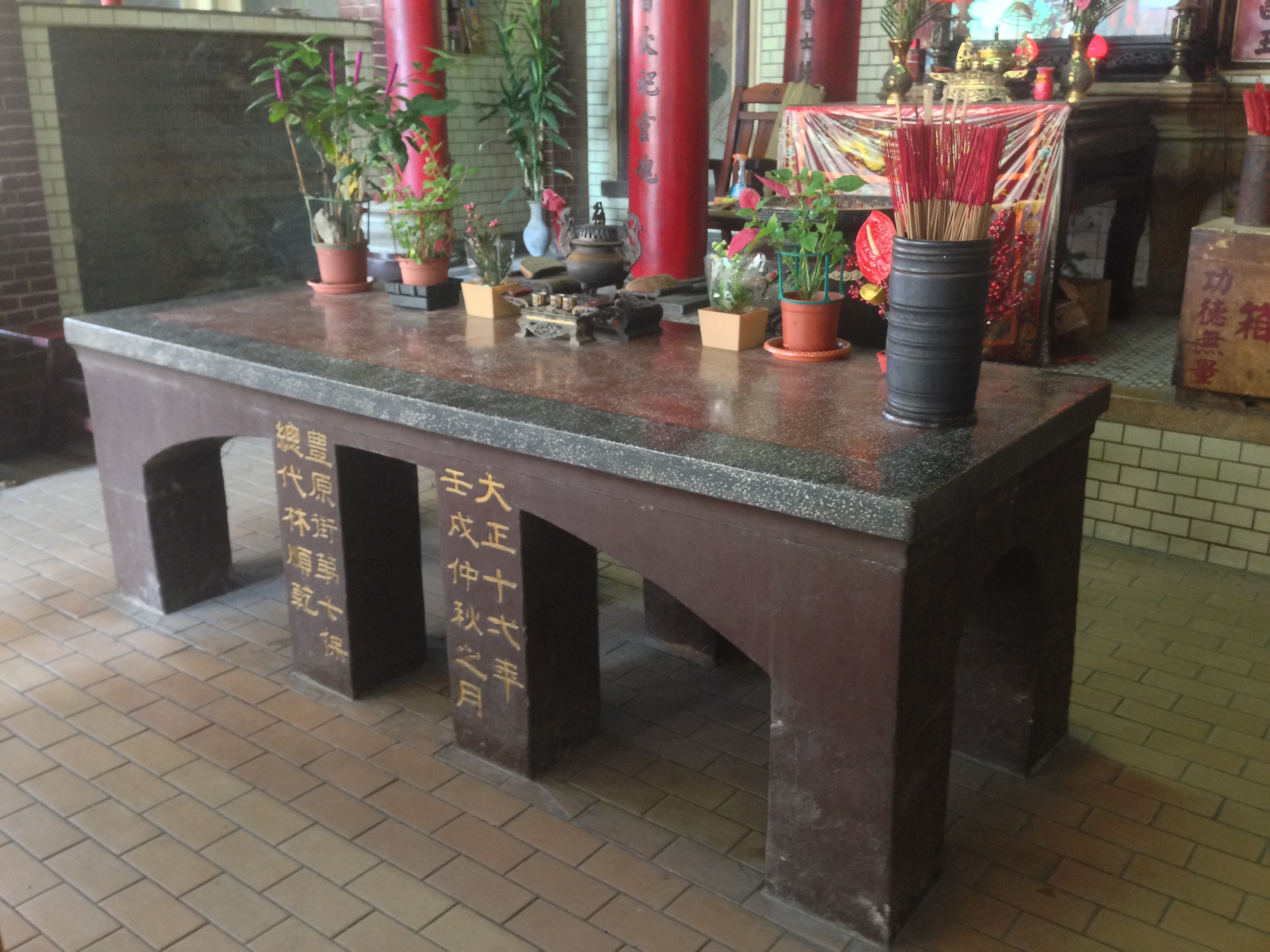
大正年間供桌
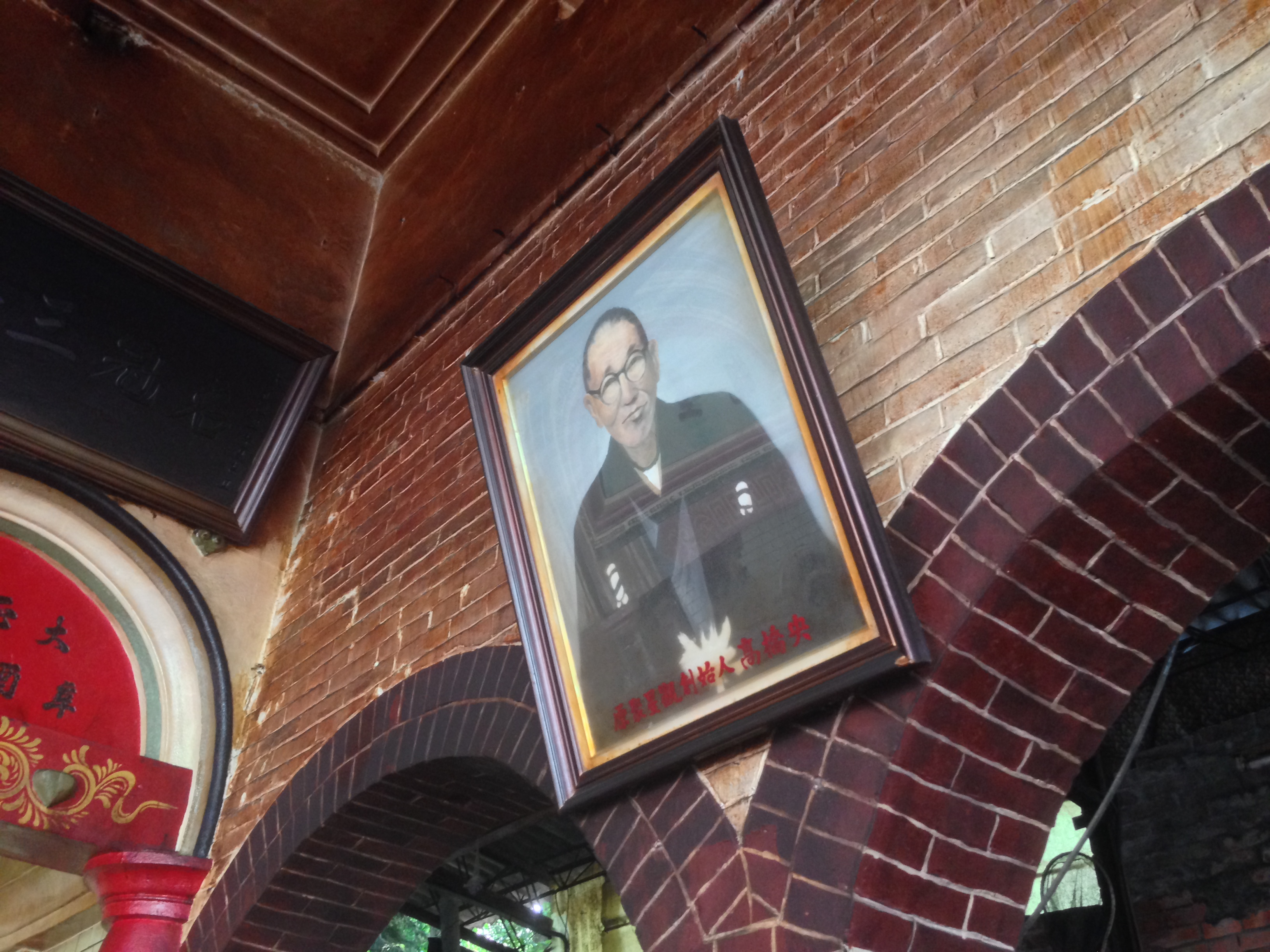
高橋央畫像